# ジョナサン・ゴーフォース

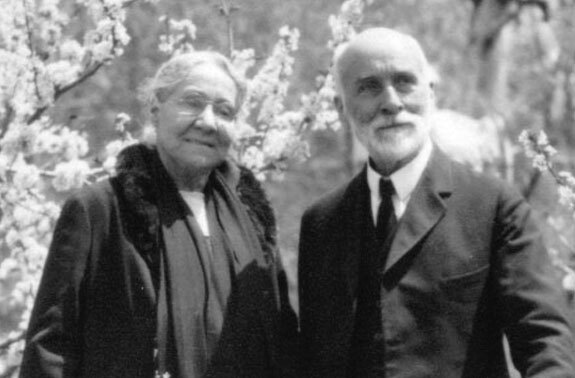
ゴーフォースと妻のロザリンド

ジョナサン・ゴーフォース（Jonathan Goforth、1859年2月10日 - 1936年10月8日）は、カナダ長老派教会の宣教師。妻のロザリンド・ゴーフォース (Rosalind Goforth) と共に、カナダ長老派が中国へ派遣した最初の宣教師である。プロテスタントによる中国伝道の重要な要素としてリバイバリズム（信仰復興運動）を確立するのに貢献した、20世紀初期の重要なリバイバリストのひとりである。中国名は顧約拿単。

## 生涯

### 生い立ちと結婚
ゴーフォースは、カナダ・オンタリオ州オックスフォード郡の農園に生まれ、11人兄弟のうちの7番目の子供として育った。
近隣のタメスフォード（現・en:Zorra, Ontario）の学校で教師となったゴーフォースだったが、この町出身で台湾に派遣された長老派宣教師ジョージ・レスリー・マッケイの話を聞いたことで、中国へ行くよう神からの召命の受けたと感じた。彼は、トロント大学ノックス・カレッジ (Knox College, University of Toronto) に通い、1887年に卒業した。のち、1915年にゴーフォースは同校から神学博士号を授与されることになる。
神学を学ぶゴーフォースは、トロント・ユニオン・ミッションでロザリンド・ベル＝スミスに出会う。英国のロンドンに生まれ、モントリオールで育った彼女とゴーフォースは、ノックスでの最後の年となる1887年に結婚した。夫妻は最終的に11人の子供をもうけた。
ゴーフォースは海外宣教師になるために同級生の仲間から多くの支援を受けた。彼が読んだ本の中には、中国奥地宣教団を組織したハドソン・テーラーが、中国での宣教を促進するために牧師達に送った著書『中国の霊的必要と要求』 (China's Spiritual Need and Claims) があった。

### 中国宣教とリバイバル
1888年、ゴーフォース一家は河南省北部に宣教師として派遣された。宣教のパイオニアであった彼らの仕事は困難であり、11人の子供のうち5人までも、任地において病気で失っている。1900年には義和団の乱に遭遇し、襲撃されたゴーフォースが刀傷を負っているが、一家は安全な通商港に脱出することができた。一家はカナダに一年間戻った。
1901年、河南省に戻ったゴーフォースは、次第に落ち着かなさを感じるようになった。ゴーフォースは1904年から1905年にかけてのウェールズ・リバイバル (1904–1905 Welsh Revival) のニュースを知り、チャールズ・フィニーの『リバイバルの講義』Lectures on Revivals を読んで霊感を受けた。1907年、彼は朝鮮リバイバルを目撃することになった。1908年初頭、満州を経由して中国に帰ると、会衆は彼を招いた。海外訪問の途中、空前の満州リバイバル (Manchurian revival) が起きた。世界的な流れと同じように、中国でこのように大規模なリバイバルが引き起こされたのは初めてのことである。
リバイバルはゴーフォースの人生と宗教者としての仕事を変えた。彼は、任地に定住した宣教師ではなく、巡回説教者として信仰復興運動の指導者になったのである。ゴーフォースは、中国全土で最も有名な宣教師の一人になった。ゴーフォースは多くの人から賞賛されたが、熱狂的だとして批判する人もいた。

### 晩年
1925年、彼はカナダ長老教会に留まる決心をし、河南における拠点はカナダ連合教会の支援を受けることとなった。1930年代に入ってもゴーフォースは活動的であり続け、1931年には Miracle Lives of China という著書を出している。夫妻は高齢や体力の衰えに関わらず、カナダ長老教会に派遣されて満州での仕事を始め、ゴーフォースが1935年に失明するまで任地の満州に留まった。
カナダに帰国した彼らは、会衆に彼らの中国での経験を話した。彼は、ワイオミングの町の近くで夕べの説教した後、ウォレスバーグ (Wallaceburg, Ontario) にある彼の息子の牧師館で死去した（77歳没）。葬儀は、トロントのノックス教会 (Knox Presbyterian Church (Toronto)) で行われ、同じ市の喜びの山墓地 (Mount Pleasant Cemetery, Toronto) に葬られた。
ゴーフォースの死後、優れた執筆家であった妻のロザリンドは、亡夫の伝記として Goforth of China （1937年）を、彼女自身の自伝として Climbing: Memories of a Missionary's Wife （1940年）を書き上げた。